# ان-بروموسوکینیمید
ان-بروموسوکینیمید (به انگلیسی: N-Bromosuccinimide) با فرمول شیمیایی C4H4BrNO2 یک ترکیب شیمیایی با شناسه پاب‌کم 10398656 است. که جرم مولی آن ۱۷۷٫۹۸ گرم بر مول می‌باشد. شکل ظاهری این ترکیب، جامد سفید است.